# Thymoites camano
Thymoites camano är en spindelart som först beskrevs av Levi 1957.  Thymoites camano ingår i släktet Thymoites och familjen klotspindlar. Inga underarter finns listade i Catalogue of Life.